# Мабтон (Вашингтон)
Мабтон (англ. Mabton) — місто (англ. city) в США, в окрузі Якіма штату Вашингтон. Населення — 1959 осіб (2020).

## Географія
Мабтон розташований за координатами 46°12′40″ пн. ш. 119°59′38″ зх. д. / 46.21111° пн. ш. 119.99389° зх. д. (46.211038, -119.993905).  За даними Бюро перепису населення США в 2010 році місто мало площу 2,07 км², уся площа — суходіл.

## Демографія
Згідно з переписом 2010 року, у місті мешкало 2286 осіб у 528 домогосподарствах у складі 478 родин. Густота населення становила 1104 особи/км².  Було 548 помешкань (265/км²).
Расовий склад населення:
| - 46,9 % — білих - 0,7 % — чорних або афроамериканців - 0,2 % — корінних американців - 0,2 % — азіатів - 48,4 % — осіб інших рас |

До двох чи більше рас належало 3,6 %. Частка іспаномовних становила 91,9 % від усіх жителів.
За віковим діапазоном населення розподілялося таким чином: 39,4 % — особи молодші 18 років, 54,8 % — особи у віці 18—64 років, 5,8 % — особи у віці 65 років та старші. Медіана віку мешканця становила 23,6 року. На 100 осіб жіночої статі у місті припадало 95,9 чоловіків;  на 100 жінок у віці від 18 років та старших — 93,6 чоловіків також старших 18 років.
Середній дохід на одне домашнє господарство  становив 43 359 доларів США (медіана — 37 315), а середній дохід на одну сім'ю — 42 922 долари (медіана — 38 684). Медіана доходів становила 25 093 долари для чоловіків та 25 313 долари для жінок. За межею бідності перебувало 27,6 % осіб, у тому числі 35,3 % дітей у віці до 18 років та 16,2 % осіб у віці 65 років та старших.
Цивільне працевлаштоване населення становило 750 осіб. Основні галузі зайнятості: сільське господарство, лісництво, риболовля — 39,9 %, освіта, охорона здоров'я та соціальна допомога — 15,5 %, оптова торгівля — 10,7 %, роздрібна торгівля — 8,5 %.